# Al-Hasaka
Al-Hasaka (arabisch الحسكة, DMG al-Ḥasaka, syrisch-aramäisch ܚܣܟܗ, kurdisch حەسیچە Hesîçe; auch Hesekê, Hassaké oder Hasakeh) ist die Hauptstadt des Gouvernements al-Hasaka in der Dschazira-Region im Nordosten von Syrien.

## Geografie

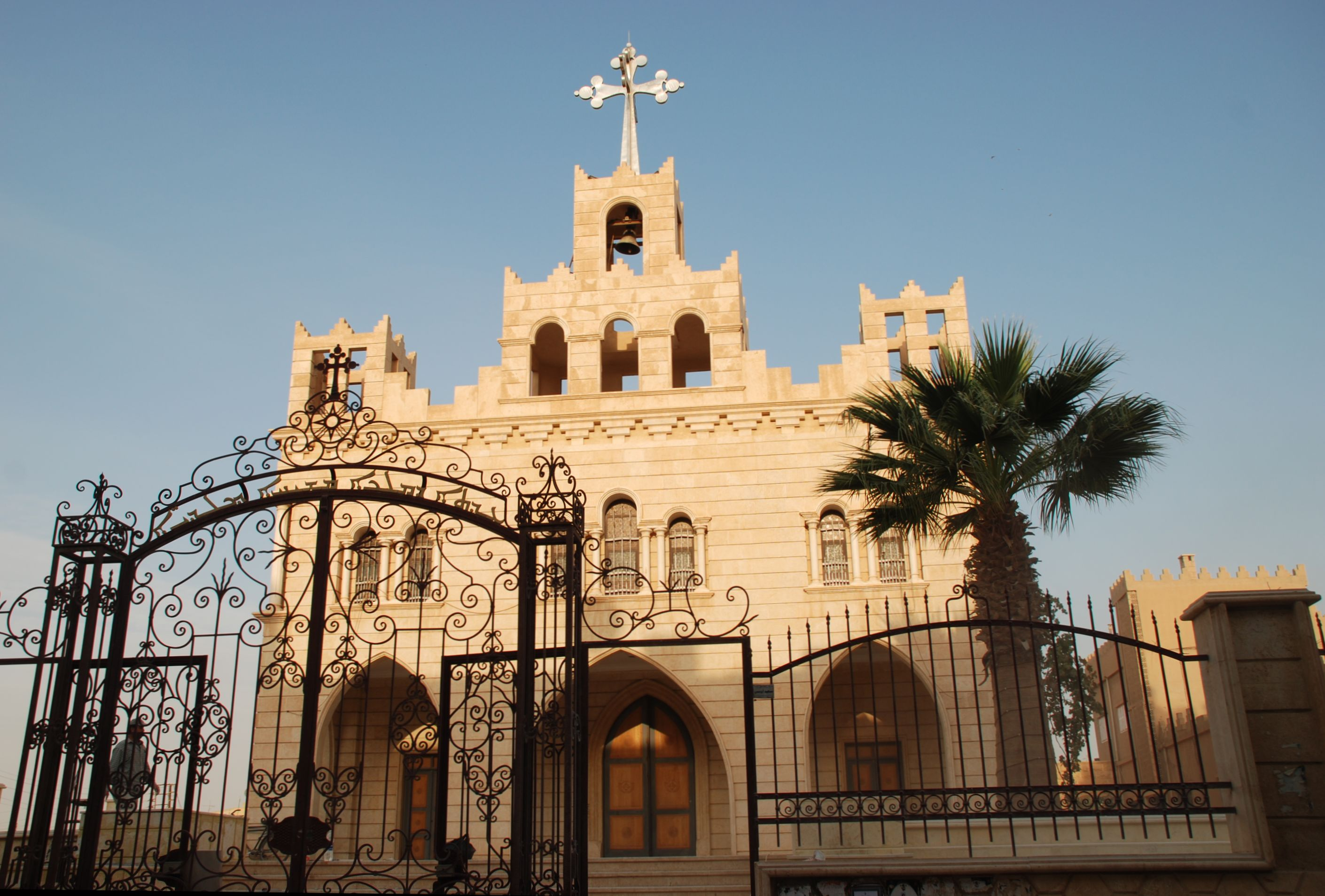
Chaldäisch-katholische Kirche im Stadtzentrum

Al-Hasaka und das 80 Kilometer nördlich an der türkischen Grenze gelegene Qamischli sind die beiden größten Städte der Region. Die Entfernung von Deir ez-Zor am Euphrat beträgt etwa 175 Straßenkilometer, Richtung Nordwesten über Tall Tamir nach Ras al-Ain sind es knapp 80 Kilometer.
Die Stadt liegt in 300 Meter Höhe am Chabur, an der Einmündung des östlichen Nebenflusses Dschaghdschagh. Beide Flüsse haben ihren Ursprung in der Türkei. Das Flusssystem des Chabur ermöglicht seit Jahrtausenden eine Landwirtschaft mit künstlicher Bewässerung. Die statistische Grenze mit 250 Millimeter Jahresniederschlag, bei der Regenfeldbau noch möglich ist, verläuft wenige Kilometer südlich der Stadt. Auf dem Weg nach Süden bis zur Einmündung in den Euphrat ist daher nur in einem wenige Kilometer breiten Streifen entlang des Flusses Ackerbau möglich. Nördlich von al-Hasaka, im Bereich der Regenfeldbauzone, ist die Dschazira seit alters her durch ein feines Netz kleiner Dörfer relativ dicht besiedelt. In Qamischli fällt im Durchschnitt doppelt so viel Niederschlag wie in al-Hasaka. Ab den 1960er Jahren wurde in dem Bereich dazwischen durch die Anlage von Staudämmen, Bewässerungskanälen und dem Einsatz von starken Dieselpumpen zur Nutzung des Grundwassers der intensive Bewässerungsfeldbau mit Weizen und Baumwolle gefördert.
Al-Hasaka ist umgeben von mehreren prähistorischen Siedlungshügeln. Die bekanntesten sind Tell Brak, 45 Kilometer nordöstlich und Tell Knedig, 20 Kilometer südlich.

## Bevölkerung

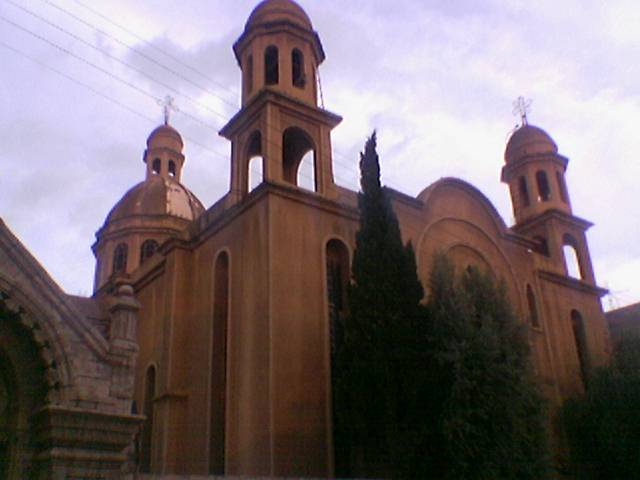
Syrisch-orthodoxe Georgskathedrale, 2009

Die Einwohnerzahl wurde für 2003 auf 175.000 geschätzt. Die Bevölkerung besteht aus Aramäern/Assyrer, Kurden, Arabern und Armeniern. Es gibt mindestens vier große Kirchengebäude in der Stadt als sichtbare Zeichen einer hohen Zahl von Christen der verschiedenen Glaubensrichtungen (Suryoye).

## Geschichte

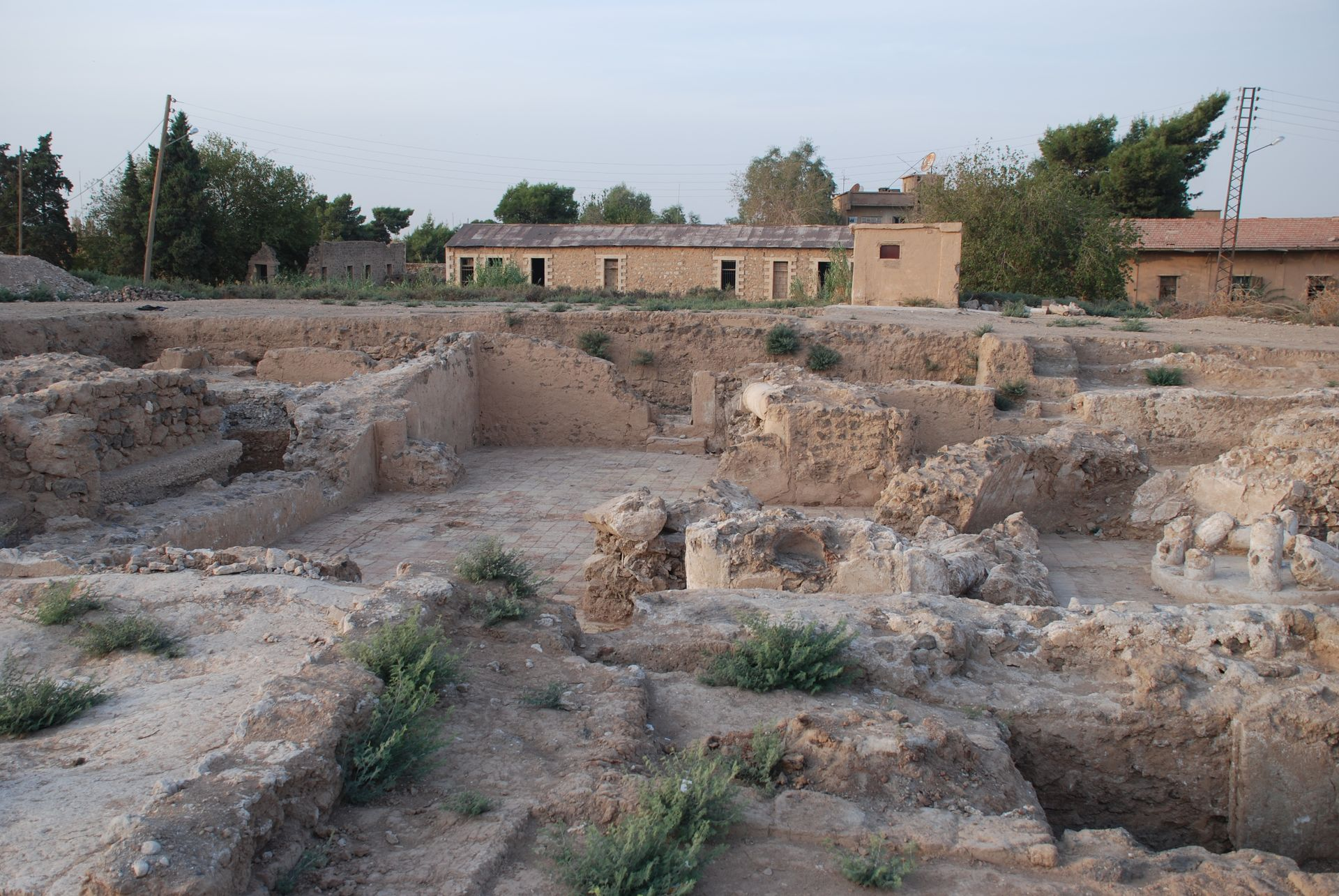
Ausgrabungen seit 2007 auf dem Zitadellenhügel. Hintergrund Bildmitte eine Kaserne aus der französischen Mandatszeit, 8 Bataillon Levant

Syrische Archäologen gruben 2007 und 2008 auf dem 2,5 Hektar großen Zitadellenhügel in der Stadtmitte in der bisher untersten Schicht Lehmziegelmauern aus der neuassyrischen Zeit des 11. bis 8. Jahrhunderts v. Chr., sowie die Reste einer byzantinischen Kirche aus dem 5. Jahrhundert aus; in den darüberliegenden Schichten fanden sie Siedlungsspuren aus der frühen islamischen Zeit.
In der osmanischen Zeit war der Ort unbedeutend. Die heutige Siedlung entstand um einen im April 1922 eingerichteten französischen Militärposten. Nach Vertreibung und Völkermord an den Aramäern im damaligen Osmanischen Reich kamen in den 1920er Jahren viele der Flüchtenden nach al-Hasaka, das sich nun zu einer Stadt zu entwickeln begann. Während der französischen Mandatszeit wurden in den 1930er Jahren zahlreiche Dörfer entlang des Chabur von Aramäern gegründet, die wegen des Massakers von Semile aus dem Irak geflohen waren. Auf dem Zitadellenhügel waren während dieser Zeit französische Truppen stationiert. 1942 gab es in al-Hasaka 7835 Einwohner, mehrere Schulen, zwei Kirchen und eine Tankstelle. Die neue Stadt wuchs ab den 1950er Jahren zum Verwaltungszentrum der Region. Der wirtschaftliche Aufschwung der Städte Qamischli und al-Hasaka ist Folge des in den 1960er Jahren gestarteten Bewässerungsprogrammes, mit dem der Nordosten zum Hauptanbaugebiet für Baumwolle wurde, und verstärkt der ab den 1970er Jahren intensivierten Erdölgewinnung aus den Ölfeldern von Qarah Shuk und Rumaylan im äußersten Nordosten.
Im Zuge des syrischen Bürgerkrieges war die Stadt mehrmals von verschiedenen Gruppen angegriffen und teils besetzt worden. Seit 2016 ist die Stadt fast unter vollständiger Kontrolle der Demokratischen Kräfte Syriens (SDF).
Im Januar 2022 versuchte der Islamische Staat (IS) mit mehr als 100 Kämpfern das von der SDF gehaltene, bis dahin mit 5000 Insassen gefüllte Gefängnis in Hasaka zu erstürmen. Die Kämpfe – auch als Schlacht um al-Hasaka beschrieben – weiteten sich, nachdem die SDF mit US-amerikanischer Luftunterstützung die Angreifer erst in die Flucht geschlagen hatten, auf die umliegenden Wohnviertel aus und dauerten mindestens vier Tage an. Insgesamt kamen im Zuge der Kämpfe ca. 611 Menschen (davon nach Angaben der Syrischen Beobachtungsstelle für Menschenrechte (SOHR) 346 IS-Mitglieder und 159 kurdische Sicherheitskräfte) ums Leben. Etwa 200 Inhaftierte waren eine Woche danach noch nicht auffindbar. Bis Ende 2024 war die Anzahl der Insassen auf 12.000 IS-Kämpfer angewachsen.

## Stadtbild

Kathedrale Unserer Lieben Frau der Assyrischen Kirche des Ostens in einem Neubaugebiet nordwestlich des Zentrums in der Nähe des Busbahnhofs.

Der Chabur umfließt im Süden in mehreren Flussschlingen die Innenstadt, bis er etwas außerhalb im Osten den Dschaghdschagh aufnimmt. An der Südseite des Zitadellenhügels sind noch Teile der massiven Verteidigungsmauer aus islamischer Zeit erhalten. Dort befindet sich die Haltestelle für innerstädtische Minibusse. Nördlich davon ist, wie in syrischen Städten üblich, der zentrale Platz an einem Uhrturm erkennbar. Es gibt im Geschäftsviertel zwei Hotels (zwei weitere außerhalb) und relativ viele Goldschmuckläden. Die älteren, ein- bis zweistöckigen Häuser im Zentrum weichen seit der Jahrtausendwende bis zu sechsgeschossigen Neubauten. Nach allen Seiten wächst die Stadt in den Außenbereichen rasch und gesichtslos durch meist dreigeschossige Wohnblocks. Ein großer Park mit hohem Baumbestand südlich des Chabur bildet hierzu einen Ausgleich.

## Söhne und Töchter
- Antranig Ayvazian (* 1947), armenisch-katholischer Bischof von Qamischli